# Taxenbach
Taxenbach – gmina targowa w Austrii, w kraju związkowym Salzburg, w powiecie Zell am See. Liczy 2721 mieszkańców (1 stycznia 2015).